# Dioscorea koyamae
Dioscorea koyamae är en enhjärtbladig växtart som beskrevs av Jayas. Dioscorea koyamae ingår i släktet Dioscorea och familjen Dioscoreaceae. Inga underarter finns listade i Catalogue of Life.